# Ерик IX
Вижте пояснителната страница за други личности с името Ерик.
Ерик IX Светеца (на шведски: Erik den helige) е крал на Швеция, управлявал около 1156 – 1160 година, основоположник на Ериковата династия.

## Живот
Сведенията за него са оскъдни и включват главно по-късни устни предания.
Роден е около 1125 година и произходът му е неясен. Претендира за трона от 1150 година и след смъртта на Сверкер I през 1156 година е признат от повечето провинции. Активен привърженик на християнството, според легендата той ръководи Първия шведски кръстоносен поход за покръстване на Финландия и въвежда църковния десятък.
Ерик IX е обезглавен на 18 май 1160 година при Упсала от разбунтували се земевладелци, привърженици на династията на Сверкер.
Католическата църква го смята за светец мъченик и отбелязва паметта му на 18 май. Мощите му се съхраняват в катедралата на Упсала, а до Реформацията е смятан за национален светец на Швеция.